# Daniel Toribio
Daniel Toribio Gutiérrez (5 oktober 1988) is een Spaans voetballer. Hij speelt als middenvelder bij Villarreal CF B.
Toribio speelde van 2005 tot 2007 speelde hij in de Juvenil A van FC Barcelona, het hoogste jeugdelftal van de club. In zijn eerste seizoen won hij de Copa del Rey Juvenil en het regionale kampioenschap van de División de Honor. In de zomer van 2007 werd Toribio door trainer Josep Guardiola overgeheveld naar FC Barcelona B. Op 5 september 2007 debuteerde de middenvelder in het eerste elftal. In de halve finale van de Copa de Catalunya tegen Girona FC kwam Toribio in de tweede helft als vervanger van Jeffrén Suárez in het veld. Met Barça B werd hij 2008 kampioen van de Tercera División Grupo 5. In 2008 vertrok Toribio naar Terrassa FC. In de zomer van 2009 tekende hij een contract bij Málaga CF om er voor het tweede elftal te gaan spelen, Atlético Malagueño. Na de winterstop werd hij overgeheveld naar het eerste elftal. Gedurende het seizoen 2010-2011 kwam Toribio op huurbasis uit voor SD Ponferradina. Medio 2011 werd de speler gecontracteerd door het reservenelftal van Villarreal CF.

## Statistieken
| seizoen    | club               | land   | competitie               | wed. | goals |
| ---------- | ------------------ | ------ | ------------------------ | ---- | ----- |
| 2007/08    | FC Barcelona B     | Spanje | Tercera División Grupo 5 | 17   | 2     |
| 2008/09    | Terrassa CF        | Spanje | Segunda División B       | ?    | ?     |
| 2009/10    | Atlético Malagueño | Spanje | Tercera División         | ?    | ?     |
| 2009/10    | Málaga CF          | Spanje | Primera División         | 21   | 0     |
| 2010/11    | SD Ponferradina    | Spanje | Segunda División A       | 38   | 1     |
| 2011/12    | Villarreal CF B    | Spanje | Segunda División A       | 0    | 0     |
| Bijgewerkt | 16-08-2011         |        |                          |      |       |